# Appio (zona di Roma)
Appio è la zona urbanistica 9D del Municipio Roma VII di Roma Capitale. Si estende sul quartiere Q. IX Appio-Latino.

## Geografia fisica

### Territorio
La zona urbanistica confina:
- a nord con la zona urbanistica 1G Celio
- a est con la zona urbanistica 9A Tuscolano Nord
- a sud con la zona urbanistica 9E Latino
- a ovest con la zona urbanistica 1X Zona archeologica